# Інсарський район
Інса́рський район (рос. Инсарский район, ерз. Инесаро буе) — муніципальне утворення в Росії, у складі Республіки Мордовії.
Адміністративний центр — місто Інсар.

## Населення
Населення району становить 11821 особа (2019, 14098 у 2010, 15909 у 2002).

## Адміністративно-територіальний поділ
На території району 1 міське поселення та 4 сільських поселень:
| Поселення                                 | Площа, км² | Населення, осіб (2002) | Населення, осіб (2010) | Населення, осіб (2019) | Центр               | Населені пункти |
| ----------------------------------------- | ---------- | ---------------------- | ---------------------- | ---------------------- | ------------------- | --------------- |
| Інсарське міське поселення                | 52,18      | 9002                   | 8709                   | 7847                   | Інсар               | 2               |
| Кочетовське сільське поселення            | 331,21     | 2530                   | 1985                   | 1363                   | Кочетовка           | 9               |
| Нововерхіське сільське поселення          | 146,49     | 1150                   | 904                    | 693                    | Нові Верхіси        | 8               |
| Русько-Пайовське сільське поселення       | 139,76     | 1363                   | 1021                   | 770                    | Руська Пайовка      | 7               |
| Сіалеєвсько-П'ятинське сільське поселення | 293,49     | 1864                   | 1479                   | 1148                   | Сіалеєвська П'ятина | 8               |

- 17 травня 2018 року ліквідовано Новлейське сільське поселення, Староверхіське сільське поселення та Яндовищенське сільське поселення, їхні території увійшли до складу новоствореного Нововерхіського сільського поселення[4].
- 24 квітня 2019 року ліквідовано Нижньов'язерське сільське поселення, Шадимо-Рискінське сільське поселення та Язиково-П'ятинське сільське поселення, їхні території увійшли до складу Сіалеєвсько-П'ятинського сільського поселення[5].
- 19 травня 2020 року ліквідовано Верхньолухменське сільське поселення, Казеєвське сільське поселення, Лухменсько-Майданське сільське поселення та Мордовсько-Пайовське сільське поселення, їхні території увійшли до складу Кочетовського сільського поселення; ліквідовано Челмодеєвсько-Майданське сільське поселення та Ямщинське сільське поселення, їхні території увійшли до складу Русько-Пайовського сільського поселення[6].

## Найбільші населені пункти
Найбільші населені пункти з чисельністю населення понад 1000 осіб:
| № | Населений пункт | Населення, осіб (2002) | Населення, осіб (2010) |
| - | --------------- | ---------------------- | ---------------------- |
| 1 | Інсар           | 8 951                  | 8 687                  |

## Персоналії
У районі народився Болдін Іван Васильович — радянський воєначальник, генерал-полковник.